# Léhon
Léhon era una comuna francesa situada en el departamento de Costas de Armor, de la región de Bretaña, que el 1 de enero de 2018 pasó a ser una comuna delegada de la comuna nueva de Dinan al fusionarse con la comuna de Dinan.

## Demografía
| Gráfica de evolución demográfica de Léhon entre 1800 y 2014 |
|                                                             |

Los datos demográficos contemplados en este gráfico de la comuna de Léhon se han cogido de 1800 a 1999 de la página francesa EHESS/Cassini, y los demás datos de la página del INSEE.

## Lugares y monumentos
- La abadía de Saint-Magloire de Léhon, fundada en el siglo IX.
- Castillo de Léhon.
- Orillas del canal del Rance.